# Casoria-Afragola
Casoria-Afragola (wł: Stazione di Casoria-Afragola) – stacja kolejowa w Casoria, w regionie Kampania, we Włoszech. Znajdują się tu 2 perony. Jest zarządzana przez Rete Ferroviaria Italiana i posiada kategorię srebrną.